# Tramvajová doprava ve Spojených státech amerických

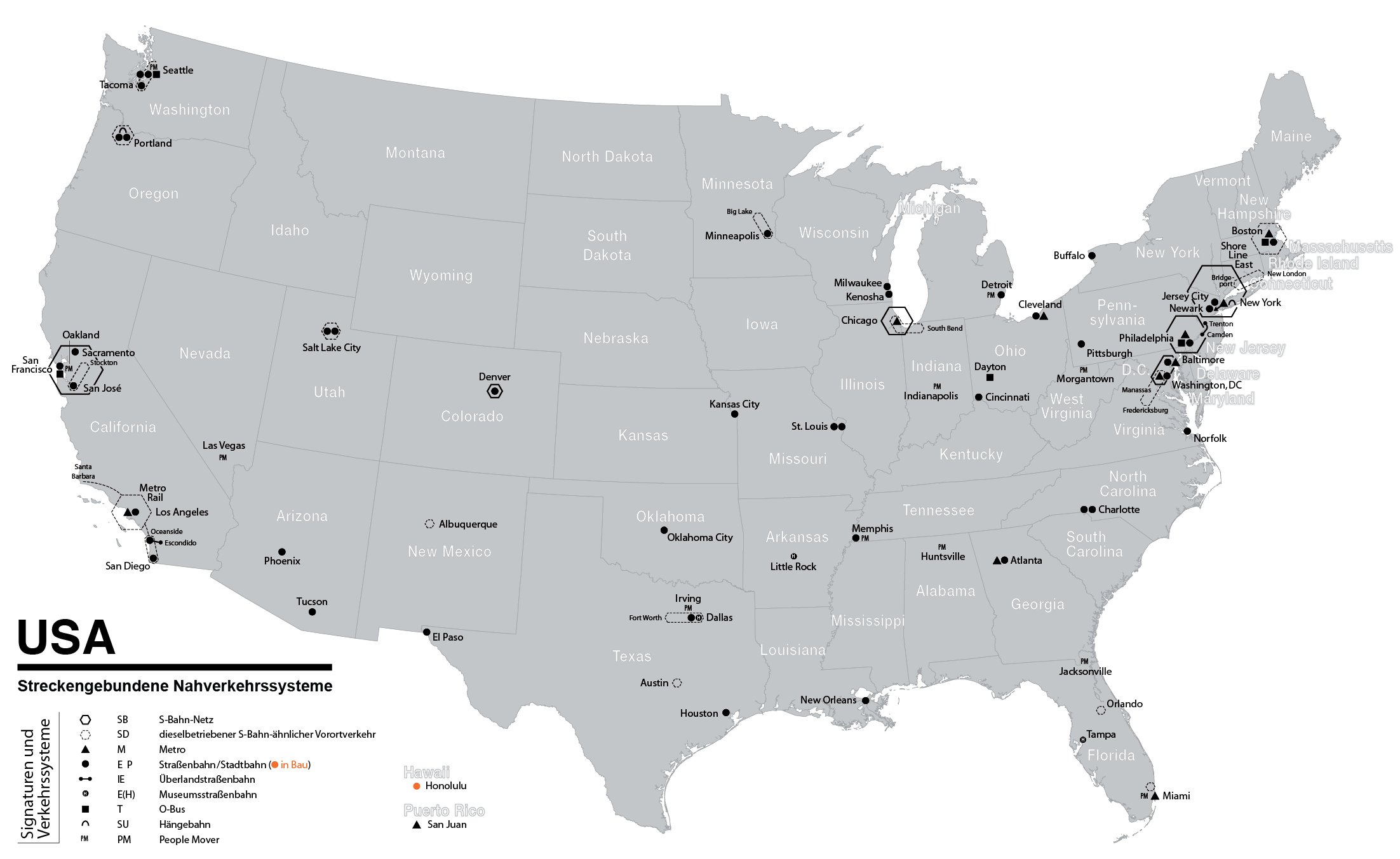

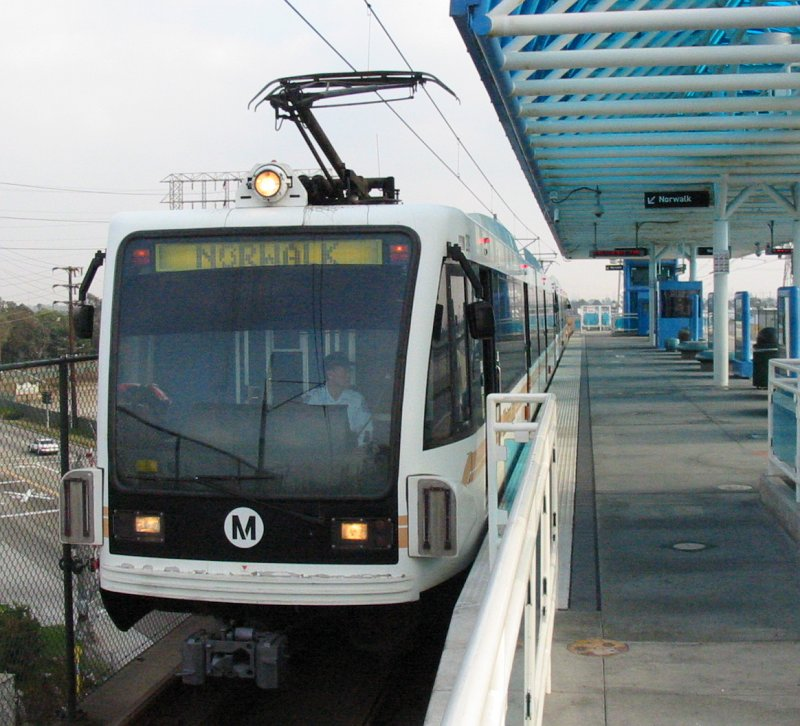
Zelená linka rychlodrážní tramvaje v Los Angeles

Tramvaje bývají ve Spojených státech amerických označovány slovem „trolley“ a dělí se na dva druhy: „light rail“ a „streetcar“.

## Historický vývoj
V historii byly tramvajové linky zřizovány ve všech větších městech, stejně jako v Evropě. Po 2. světové válce nastal kvůli rozvoji automobilové a autobusové dopravy velký útlum a staré tramvajové linky byly nahrazeny autobusy. Od poloviny 80. let, hlavně díky ropné krizi, však znovu dochází k rozvoji tramvajové dopravy, nyní však již v mnohem rychlejší a modernější podobě; budován je tzv. light rail, neboli, z evropského pohledu, systém srovnatelný s rychlodrážní tramvají. Dnes fungují takové tramvajové linky v některých velkých městech USA a v několika dalších jsou ve výstavbě. Nové americké tramvajové sítě však nejsou tak rozsáhlé a nemají tu úlohu jako evropské, slouží spíše jako doplňkový druh dopravy. Linky jsou tedy využívány podobně jako metro, tzn. že většinou fungují dvě nebo tři linky označené barvami.

## Streetcar (pouliční tramvaj)

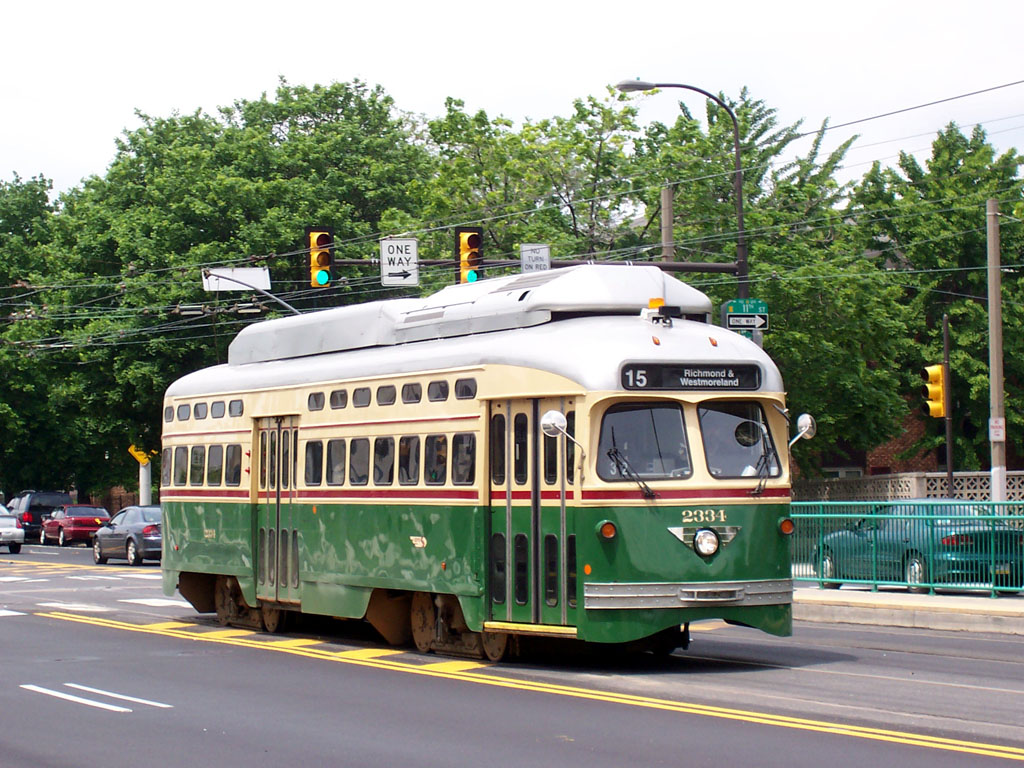
„Streetcar“ (historická tramvaj) v ulicích Filadelfie

Streetcar je označení klasických (v USA téměř vždy historických) tramvají, které zasahují do běžné dopravy a většinou jezdí uprostřed ulice. Jsou sice pomalejší, ale jezdí po více linkách. Tyto tramvaje dnes fungují jen v několika málo amerických městech a slouží spíše jako turistická atrakce. Stále však jezdí ve Filadelfii, Bostonu, New Orleansu a San Franciscu. V poslední době ale bylo vybudováno i několik nových „streetcarových“ linek, většinou jen proto, aby nahradily autobusy v centru města. Především vzniká síť ve Washingtonu, kde byla první trať o délce 4 km otevřena roku 2016. V plánu jsou další čtyři linky a celý systém bude mít celkem 60 km. Dále jedna linka funguje v centru Portlandu, dále existuje nově otevřená linka v Seattlu a plánuje se i v Cincinnati.

## Light rail (rychlodrážní tramvaj)

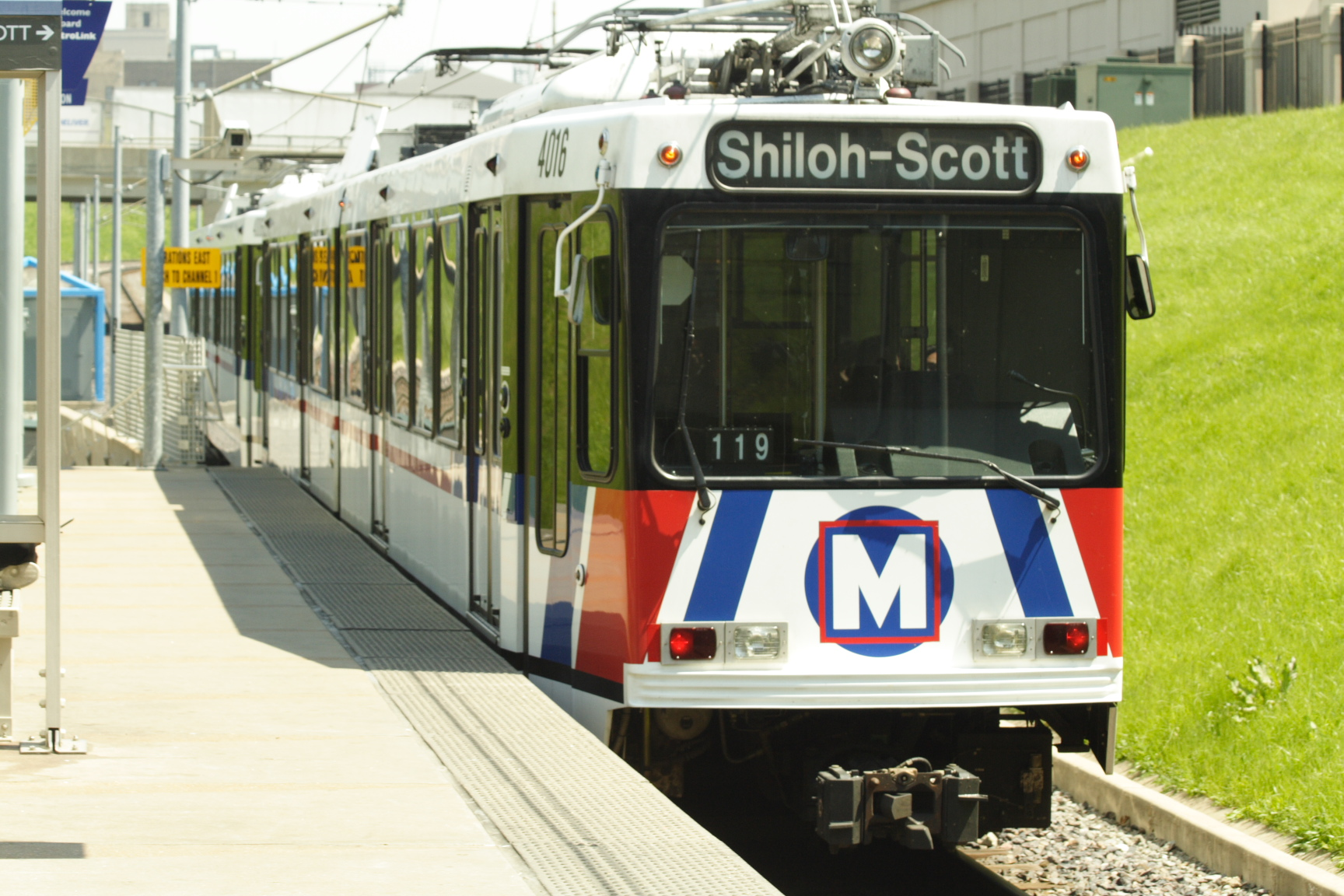
Rychlodráha v St. Louis

Jde o moderní typ tramvají, které se mohutně rozvíjí od poloviny 80. let. Light rail by se dal zároveň přeložit i jako rychlodrážní tramvaj. Její síť je sice méně rozsáhlá, než u pouliční tramvaje, ale jezdí rychleji a jedno vozidlo light rail převeze více lidí než streetcar. Staví se zejména tam, kde se nehodí dražší metro. Dnes fungují v mnoha amerických městech, zejména na západě a mnoho dalších systémů je ve výstavbě. Light rail se liší od klasické evropské tramvaje, tedy od „streetcar“, především tím, že nezasahuje do normální dopravy. Takový systém je v USA potřebný právě proto, že individuální automobilová doprava je mnohých místech velmi hustá a zásah do ní zavedením drážního druhu dopravy by ji velmi zpomalil; na rozdíl od evropských měst většina amerických nemá centra s úzkými uličkami, kde je provoz slabý, nýbrž organizovanou městskou silniční síť, velmi rušnou, se širokými ulicemi i v centru. Navíc vytížení MHD bývá ve městech USA nižší, právě díky dostatečně dimenzované silniční infrastruktuře.
Dráha je vedena vedle silnice a do běžné dopravy se zapojuje jenom tehdy, když překračuje nějakou ulici nebo není místo, aby vedla vedle silnice. Linky light rail bývají označovány barvou a na rozdíl od evropských tramvají jsou využívány podobně jako metro, tzn. jako páteřní druh přepravy. V některých městech symbolizuje light rail přímý přechod mezi systémem tramvajové dopravy a metrem; výstavba light rail je levnější a snazší než klasického „těžkého“ metra. Light rail se však s metrem nemůže doplňovat, protože oba typy dopravy používají jiný způsob odebírání elektrického proudu – metro z tzv. třetí koleje a light rail z trolejí.
Nejvyužívanější light rail je v Bostonu, San Diegu, Los Angeles, Portlandu, Dallasu, Houstonu, Clevelandu a v dalších městech.